# 神岡町立漆山小学校跡津川分校
神岡町立漆山小学校跡津川分校（かみおかちょうりつ うるしやましょうがっこう　あとつやまぶんこう）は、かつて岐阜県吉城郡神岡町（現・飛騨市）に存在した公立小学校の分校。

## 概要
- 吉城郡神岡町（現・飛騨市）の漆山小学校[注釈 2]の分校であり、跡津川（高原川支流）沿いの地区（跡津川）が校区であった。
- 跡津川分校の廃校後も跡津川地区の過疎化は進み、2019年現在の住民はいない。

## 沿革
- 1875年（明治8年） - 茂住学校の支校として、跡津川学校として開校。神岡村大字跡津川、大字佐古、大字大多和の児童が通学する。
- 1876年（明治9年） - 独立し、跡津川学校となる。
- 1889年（明治22年）7月1日 - 神岡村が分割され、船津・朝浦・東町・鹿間・割石・吉ヶ原・二ツ屋・西漆山・東漆山・笈破・牧・土・西茂住・東茂住・杉山・横山・中山・谷・跡津川・佐古・大多和で船津町が発足。
- 1901年（明治34年）10月 - 漆山尋常小学校に統合され、漆山尋常小学校跡津川分教場となる。
- 1910年（明治43年） - 漆山尋常小学校佐古分教場が開設され、跡津川分教場の校区は跡津川のみとなる。
- 1925年（大正14年） - 神岡水電の跡津発電所[注釈 3]が完成。発電所の社宅が造られた事により児童数が増加。
- 1941年（昭和16年）4月1日 - 漆山国民学校跡津川分教場に改称する。
- 1947年（昭和22年）4月1日 - 船津町立漆山小学校跡津川分校に改称する。
- 1950年（昭和25年）6月10日 - 船津町、阿曽布村、袖川村が合併し、神岡町が発足。同時に神岡町立漆山小学校に改称する。
- 1965年（昭和40年）3月 - 過疎化、および跡津発電所の自動化により発電所社宅廃止により児童が減少し、廃校。